# Bataille de Rueda
Batailles
- Covadonga (722)
- Burbia (791)
- Lutos (794)
- Barcelone  (801)
- Clavijo (844)
- San Esteban de Gormaz  (917)
- Simancas (939)
- Barcelone (985)
- Torà (1006)
- Barbastro (1064)
- Sagrajas (1086)
- Alcoraz (1096)
- Bairén (1097)
- Consuegra (1097)
- Uclès (1108)
- Croisade norvégienne (1108-1109)
- Valtierra (1110)
- Congost de Martorell (1114)
- Cutanda (1120)
- Fraga (1134)
- Oreja (1139)
- Ourique (1139)
- Coria  (1142)
- Santarém  (1147)
- Lisbonne  (1147)
- Santarém  (1184)
- Alarcos (1195)
- Al-Damus  (1210)
- Las Navas de Tolosa (1212)
- Majorque  (1229)
- Jerez (1231)
- Puig de Cebolla (1237)
- Séville (1247-1248)
- Salé (1260)
- Révolte mudéjar  (1264-1266)
- Écija (1275)
- Algésiras  (1278-1279)
- Moclín  (1280)
- Gibraltar  (1309)
- Gibraltar  (1315)
- Gibraltar  (1333)
- Tarifa / Río Salado (1340)
- Algésiras  (1342-1344)
- Gibraltar  (1349-1350)
- Gibraltar  (1411)
- Ceuta (1415)
- La Higueruela (1431)
- Campagne de Grenade (1482-1492) : Lucena - Grenade

La bataille de Rueda (981) était une bataille de la Reconquista espagnole qui a eu lieu près de la ville de Rueda, Valladolid, Roa, entre les forces du Califat Omeyyade de l'Al-Andalus, commandées par Almanzor, et l'armée combinée des royaumes chrétiens de Léon et de Navarre, ainsi que du comté de Castille, menée par le roi  Ramire III de León, García Ier de Castille et Sanche II de Navarre. La bataille se termina par une défaite désastreuse pour les royaumes chrétiens et abouti à la rébellion des nobles galiciens  contre le roi Ramire III de León au profit de Bermude II de León.
La bataille a eu lieu à environ 32 kilomètres au sud-ouest de Valladolid. La bataille fait suite à une autre défaite des troupes chrétiennes à la bataille de Torrevicente .